# Halictus paropamisos
Halictus paropamisos är en biart som beskrevs av Ebmer 1978. Halictus paropamisos ingår i släktet bandbin, och familjen vägbin. Inga underarter finns listade i Catalogue of Life.